# David Young Cameron

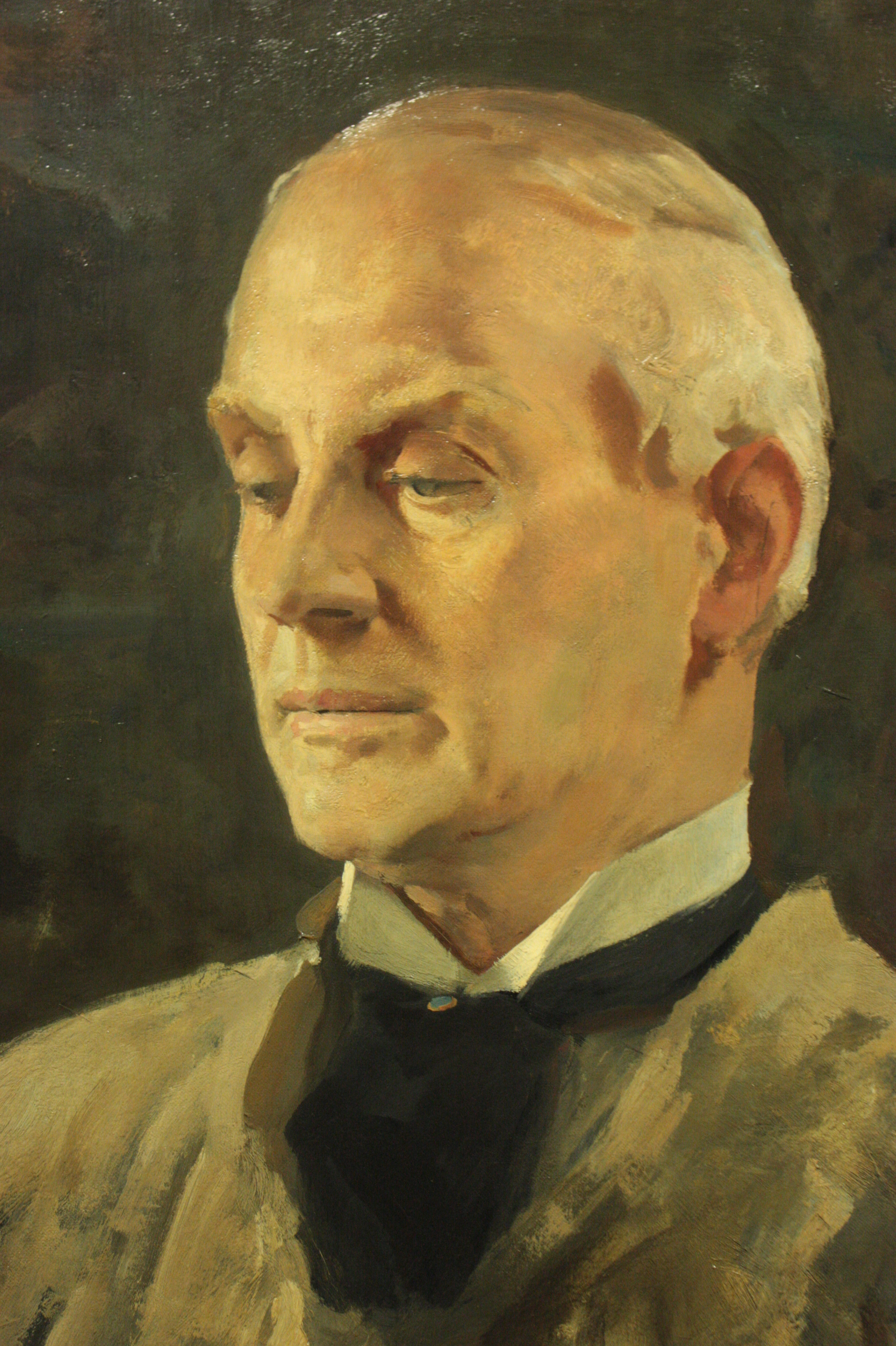
David Young Cameron, porträtiert von Alfred Kingsley Lawrence, 1920

David Young Cameron (* 28. Juni 1865 in Glasgow; † 16. September 1945 in Perth) war ein schottischer Maler und Radierer.

## Biographie
David Young Cameron wurde am 28. Juni 1865 in Glasgow als Sohn des Pfarrers Robert Cameron geboren. Seine künstlerische Ausbildung erhielt er am Edinburgh College of Art, der Glasgow School of Art sowie an der Glasgow Academy. Zu Beginn seiner Karriere widmete er sich der Landschafts- und Architekturmalerei, später fertigte er auch Radierungen an. In seinen Werken wurde er von der Kunst des James McNeill Whistler geprägt. Cameron starb am 16. September 1945 in Perth.
Seine Schwester Katharine Cameron war ebenfalls als Künstlerin tätig.

## Werke (Auswahl)

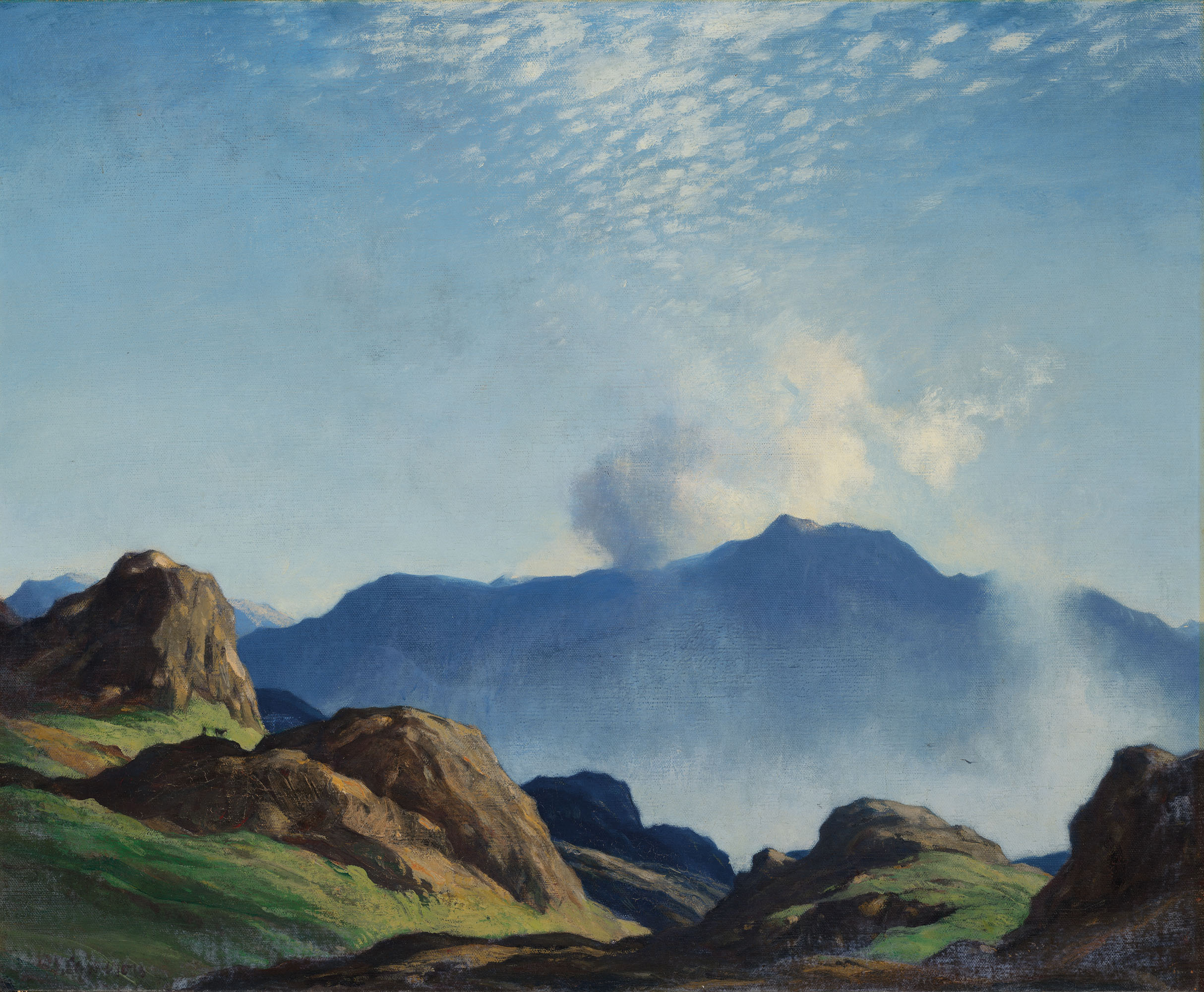
Morning Mists
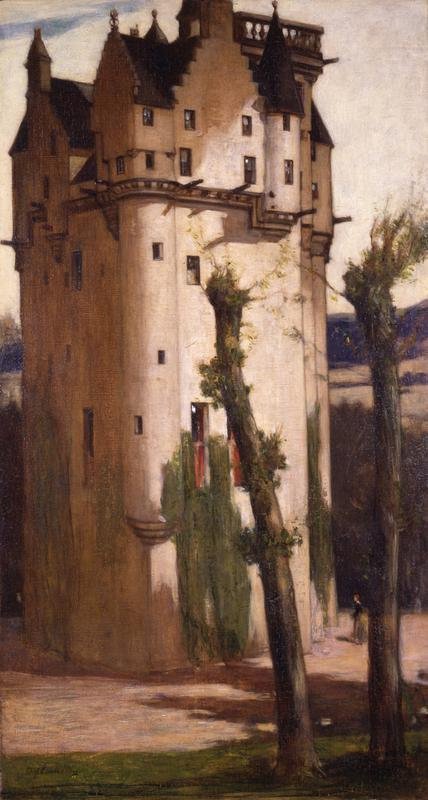
Craigievar, um 1909
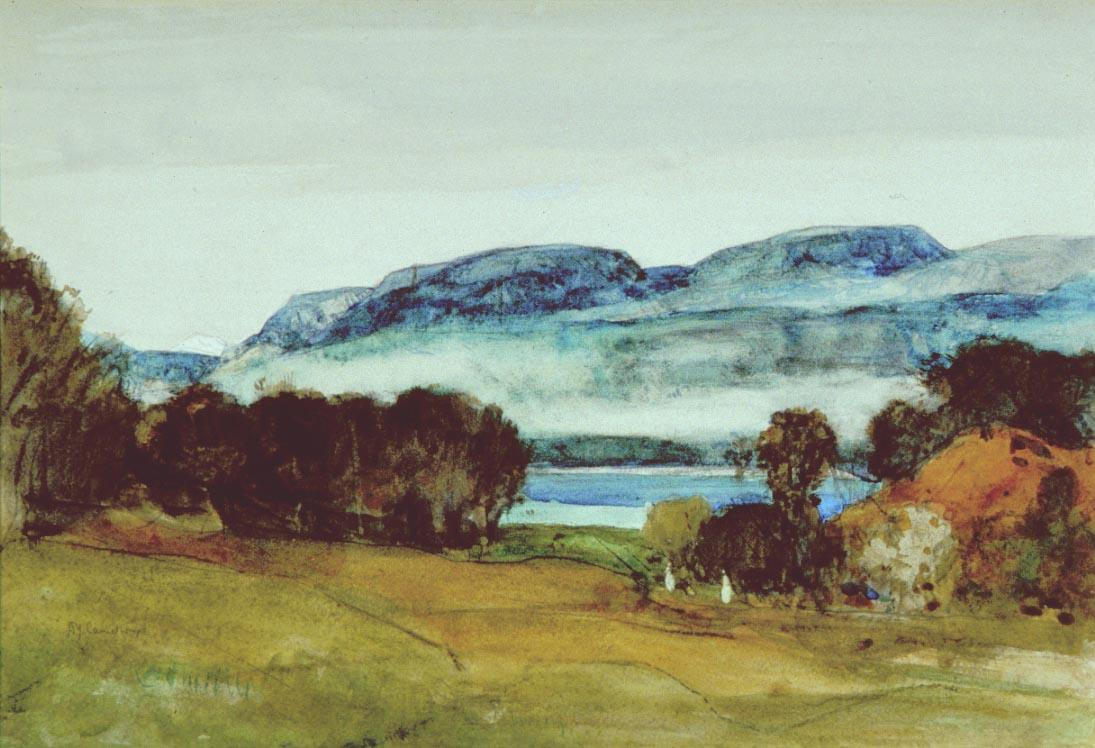
Menteith
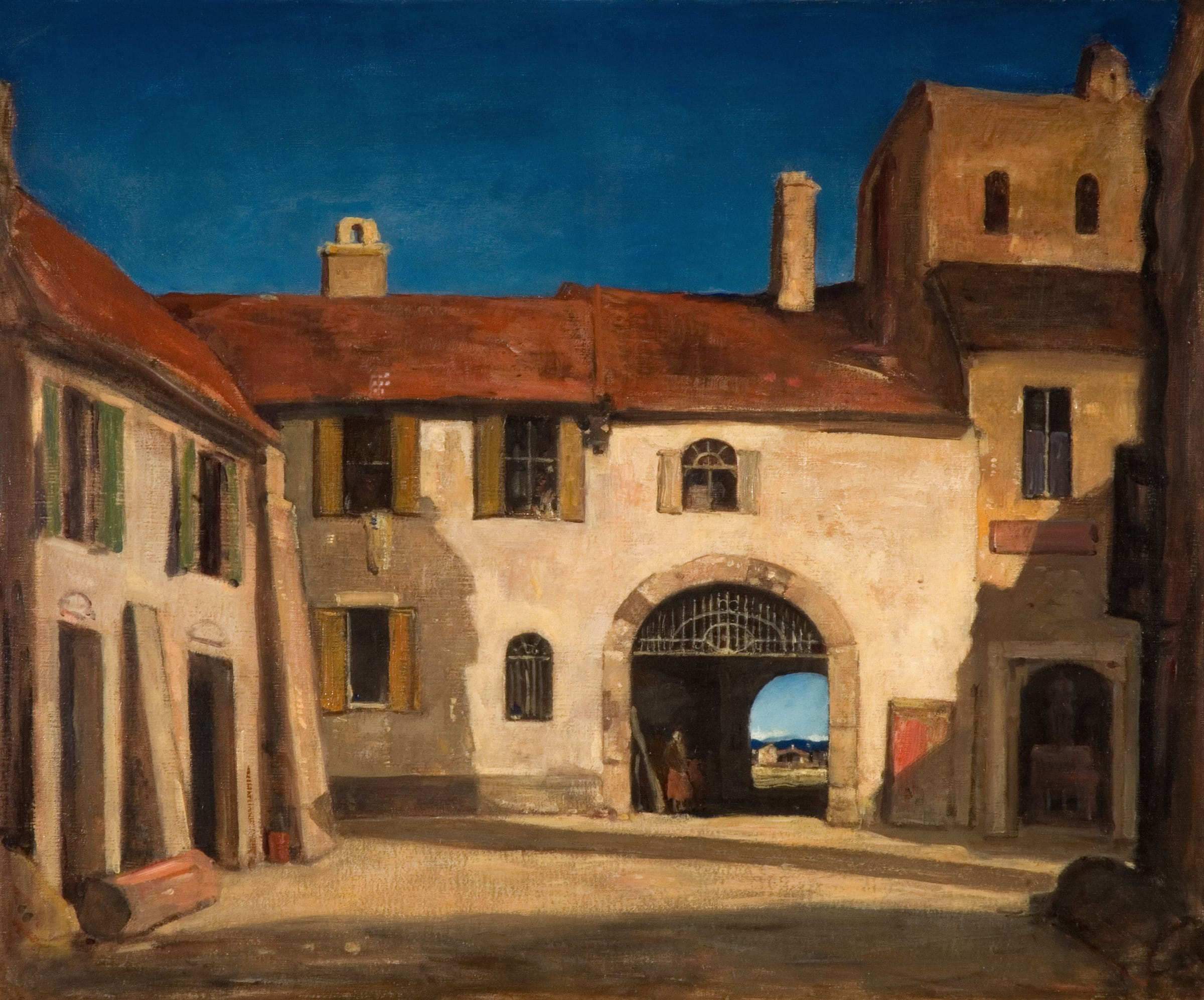
Rambelli, Near Rome, Italy, 1922
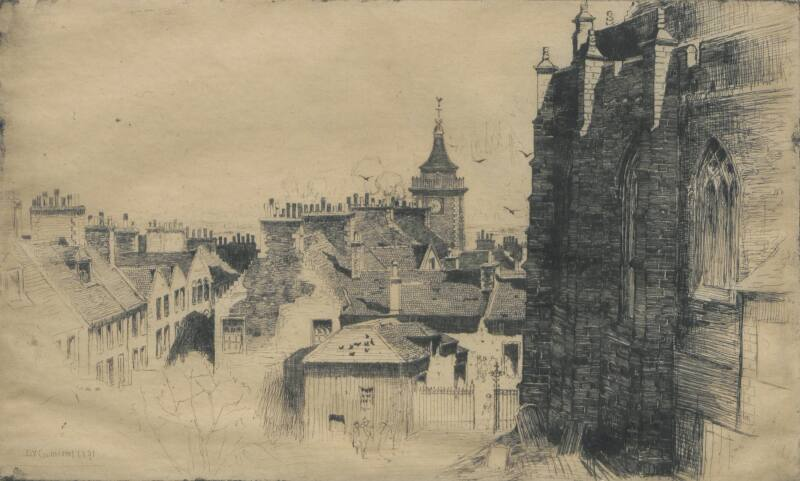
Stirling Town, 1891
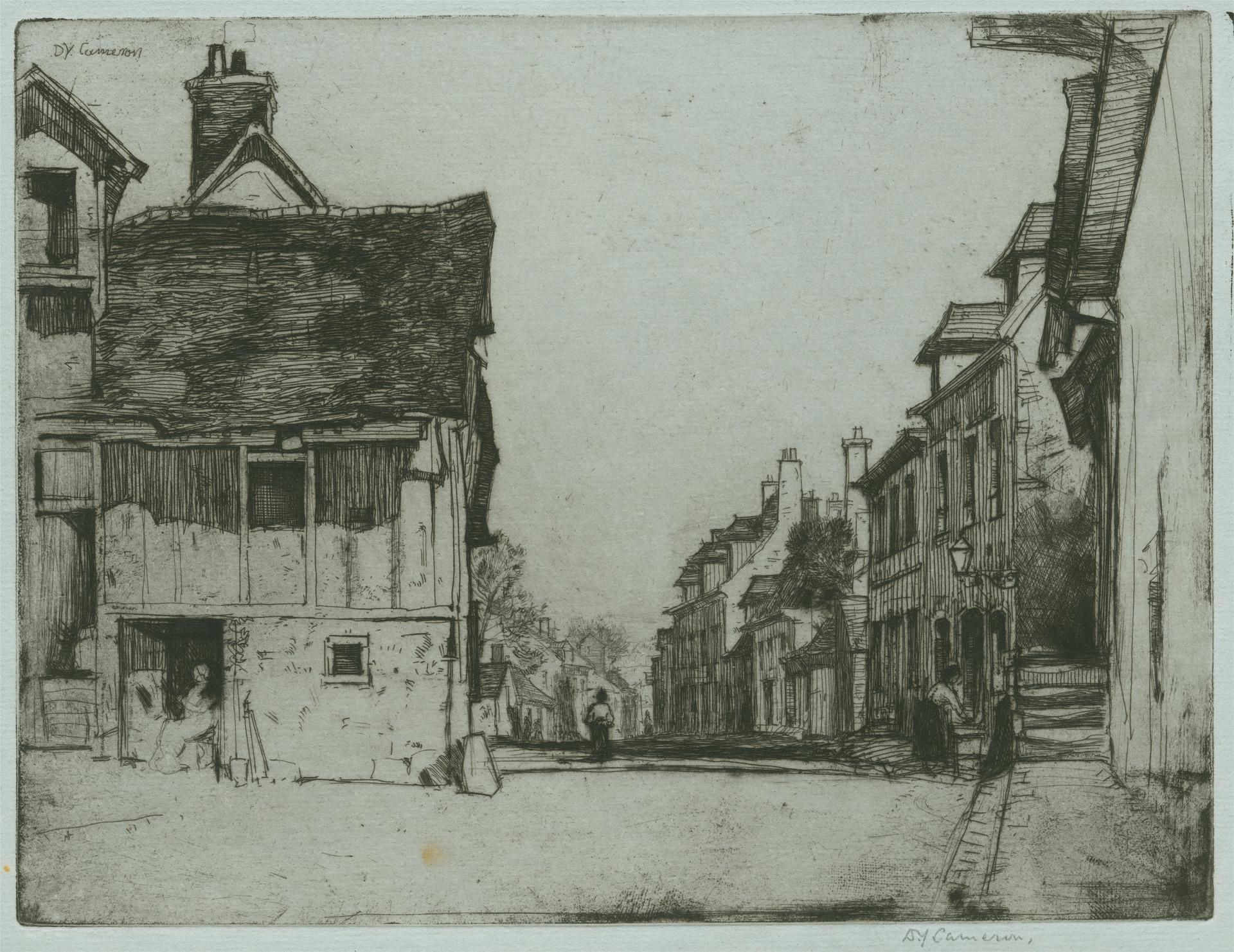
A Norman Village, 1904
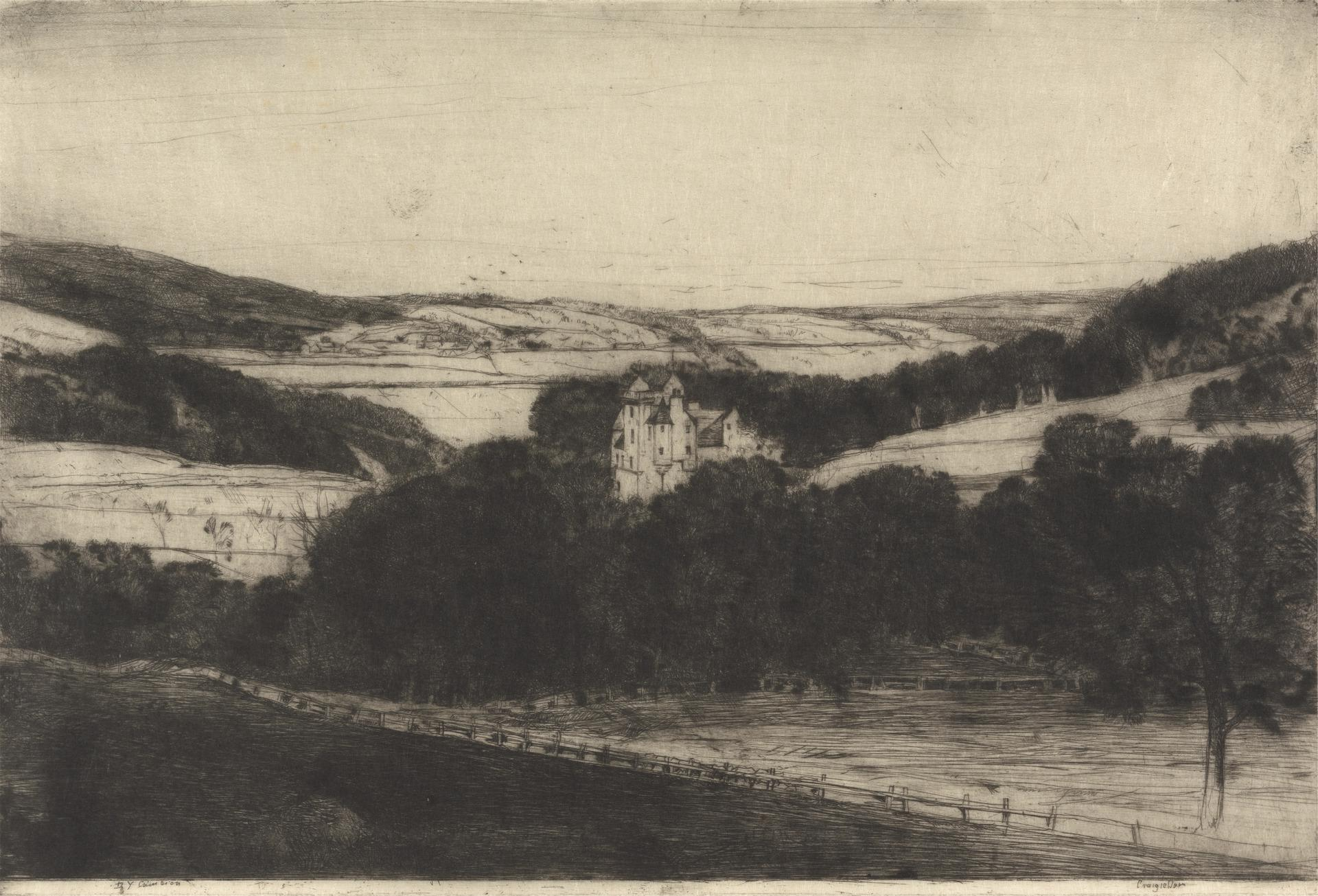
Craigievar Castle, 1908

Camerons Werke sind unter anderem im Yale Center for British Art in New Haven (Connecticut) sowie in der Aberdeen Art Gallery ausgestellt.